# Plesiadapidae
De Plesiadapidae zijn een familie van uitgestorven zoogdieren die leefden in het Vroeg-Tertiair, die endemisch waren in Noord-Amerika tijdens het Paleogeen en leefden van 56,8 tot 55,4 miljoen jaar geleden en ongeveer 1,4 miljoen jaar oud waren.

## Kenmerken
Ze hadden een lange staart, waarmee ze zich met enige behendigheid door de bomen konden bewegen. De kop bevatte een lange snuit, die was bezet met een knaagdierachtig gebit en grote ogen aan de zijkant. De poten eindigden in scherpe klauwen aan zowel de voorste als de achterste voeten.

## Verspreiding
Deze familie verspreidde zich vanuit Noord-Amerika hoogstwaarschijnlijk via Groenland naar Europa. Waarschijnlijk heersten er dezelfde geologische omstandigheden. Alles wijst erop, dat beide continenten in die tijd met elkaar verbonden waren.

## Vondsten
Talrijke fossielen zijn gevonden in zowel Noord-Amerika als Europa in afzettingen uit het Paleoceen en Eoceen, zo'n 65 tot 40 miljoen jaar geleden.

## Classificatie
McKenna en Bell erkenden twee onderfamilies (Plesiadapinae en Saxonellinae) en één niet-toegewezen geslacht (Pandemonium) binnen de Plesiadapidae. Saxonella (de enige saxonelline) en Pandemonium zijn recentelijk uit de familie verwijderd, waardoor alleen een overbodige Plesiadapinae overblijft. Binnen de familie is Pronothodectes waarschijnlijk de voorouder van alle andere geslachten, terwijl Plesiadapis mogelijk direct voorouder is van zowel Chiromyoides als Platychoerops.

## Geslachten
- † Chiromyoides Stehlin, 1916
- † Jattadectes Thewissen et al., 2001
- † Megachiromyoides Weigelt, 1933
- † Nannodectes Gingerich, 1975
- † Platychoerops Charlesworth, 1855
- † Plesiadapis Gervais, 1877
- † Pronothodectes Gidley, 1923